# Кожамкулов, Сералы

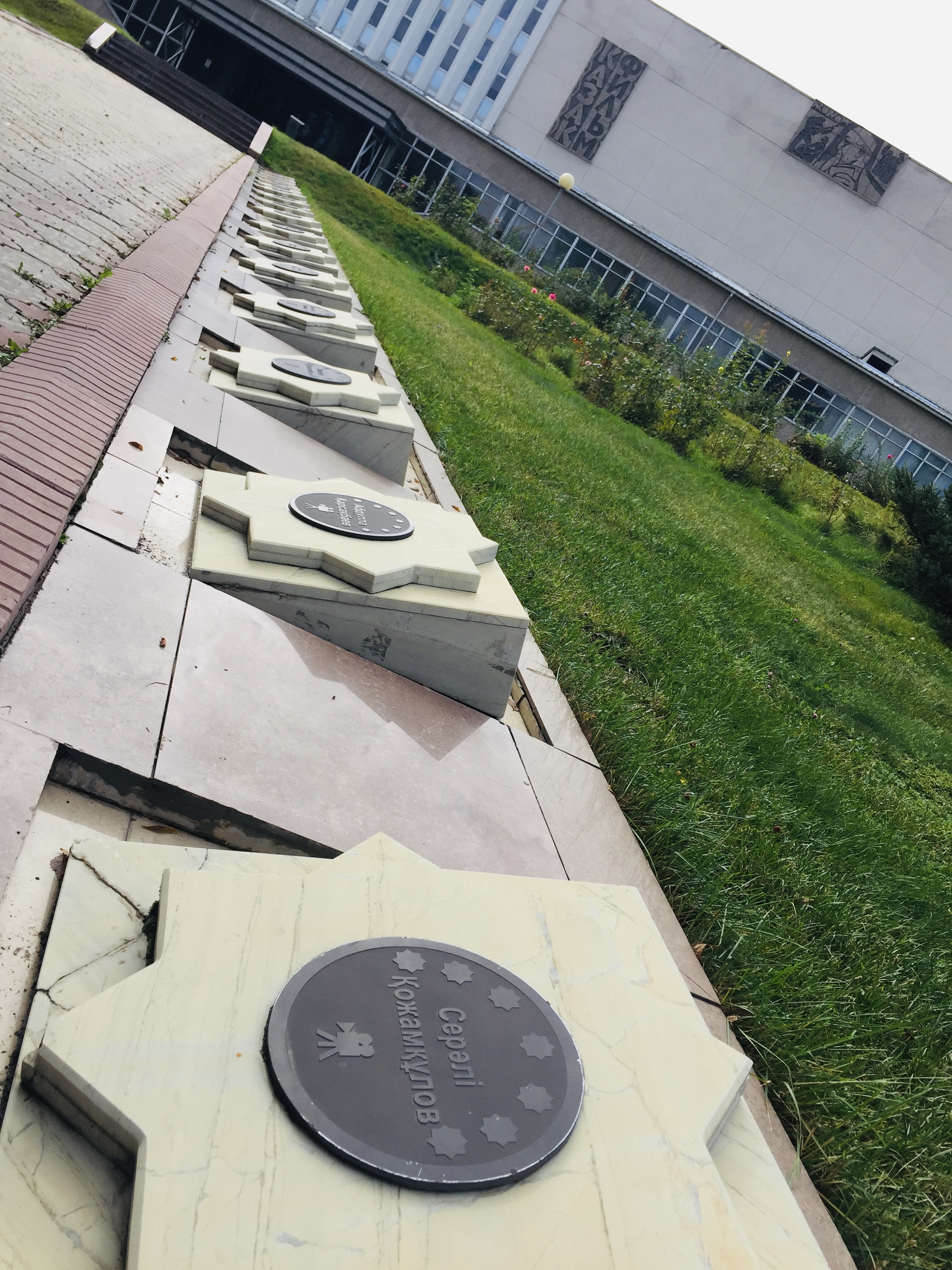
Звезда Серке на алее славы киностудии «Казахфильм»

Сералы́ (Серке́) Кожамку́лов (1896—1979) — казахский актёр театра и кино. Народный артист Казахской ССР (1936). Герой Социалистического Труда (1976). Лауреат Сталинской премии третьей степени (1952). Член ВКП(б) с 1942 года.

## Биография
Происходит из подрод токпариш племени Кыпшак.
Родился 23 апреля (5 мая) 1896 года в ауле № 13 Тургайской области Российской империи (ныне Карабалыкского района Костанайской области).
В 1913 году окончил татарскую школу, в 1916 году — казахскую. В 1920—1922 годах учился в Оренбургском татарском институте народного образования.
Один из первых казахских профессиональных актёров и первый казахстанский киноактёр. Один из основателей драматического театрального искусства в Казахстане. С 1925 года работал, как актёр и режиссёр в КазАТД имени М. О. Ауэзова (Алма-Ата).

## Семья
Жена — Хадиша. В браке родилось одиннадцать детей, выжили семеро: пять девочек и двое мальчиков).

## Награды и премии
- Герой Социалистического Труда (11 июня 1976) — в связи с 80-летием

- Ордена Ленина (11 июня 1976) — в связи с 80-летием

- Орден Октябрьской Революции (2 июля 1971)

- Государственная премия Казахской ССР (1970) — за театральные работы

- Медаль «За боевые заслуги» (28 октября 1967)

- Орден Ленина (27 октября 1967)

- Орден Ленина (3 января 1959) — за выдающиеся заслуги в развитии казахского искусства и литературы и в связи с декадой казахского искусства и литературы в гор. Москве

- Сталинская премия третьей степени (1952) — за роль Майбасара в спектакле «Абай» М. О. Ауэзова

- Орден Трудового Красного Знамени (25 марта 1946)

- Орден Отечественной войны 2-й степени (16 ноября 1945)

- Орден «Знак Почёта» (26 мая 1936) - за выдающиеся заслуги в деле развития казахского оперного искусства, казахской музыки, песни и танцев[3]

- Народный артист Казахской ССР (1936)

- Другие медали

## Фильмография
- 1930 — Песни степей — док. фильм («Не мой») в эпизодическом кадре, мелькает Кожамкулов
- 1938 — Амангельды — Бекет
- 1940 — Райхан — Кеке, табунщик
- 1943 — Белая роза
- 1945 — Песни Абая — Баймагамбет
- 1948 — Золотой рог — Адилбек, чабан
- 1950 — Огни Баку — Кадыр Кырымкул, буровой мастер из Казахстана
- 1954 — Дочь степей
- 1954 — Поэма о любви — Карабай
- 1955 — Девушка-джигит — Еркебай
- 1955 — Это было в Шугле — бухгалтер
- 1955 — Первый эшелон — Садыков, старый казах
- 1956 — Крылатый подарок — сторож
- 1957 — Наш милый доктор — Серке
- 1959 — Дорога жизни — старик
- 1960 — В одном районе — Атанбасы
- 1960 — Тишина — старый обходчик
- 1963 — Сказ о матери — конюх
- 1965 — Безбородый обманщик — Итбай (Бий)
- 1966 — Крылья песни
- 1972 — Шок и Шер — сторож в саду